# Nagri Kalan
Nagri Kalan is een census town in het district Dhanbad van de Indiase staat Jharkhand. 

## Demografie
Volgens de Indiase volkstelling van 2001 wonen er 7693 mensen in Nagri Kalan, waarvan 54% mannelijk en 46% vrouwelijk is. De plaats heeft een alfabetiseringsgraad van 59%. 